# フライヤー ALSV
フライヤー ALSV (英語: Flyer Advanced Light Strike Vehicle) は、アメリカ合衆国のジェネラル・ダイナミクス・オードナンス・アンド・タクティカル・システムズ (GD-OTS) が、アメリカ特殊作戦軍 (USSOCOM) のGMV（Ground Mobility Vehicle, 地上機動車両の意）バージョン1.1の開発プログラムに応じてフライヤー・ディフェンス LCCと共同開発した軽装甲/高機動の戦闘用軍用車両である。

## 概要
フライヤーALSVは、GMV Ver1.1 開発プラグラムの要求仕様である、空輸可能で様々な用途に応じて構成を変更可能な軽量の戦闘車両として開発された。V-22 オスプレイ、CH-53E スーパースタリオン、CH-47 チヌーク、C-130 ハーキュリーズ、C-17 グローブマスターIII、C-5 ギャラクシーの機体内に搭載して輸送可能で、また、UH-60 ブラックホークで吊り下げ輸送が可能である。
フライヤーは様々な気象条件下において長距離かつオフロードの高速走行が可能である。また、任務に応じて、軽攻撃・救助・偵察・連絡・通信・修理など様々な車両構成に変更可能である。燃費は時速64kmで10.2km/L程度となっている。武装は車体上のリングマウントもしくは車体左右のハードポイントに搭載可能である。装甲バージョンの車体では、最大レベル6の破片防御力を持つ。

## 型式・派生型
フライヤー 72
車体重量2,500kg、車体幅1.83ｍ（72インチ）の基本型。前列3名 + 後列3名 + リアデッキ2名 + 機関銃手席1名の最大9名が搭乗可能で、運転席は前列の中央に位置する。
アメリカ特殊作戦軍においてフライヤー72をベースとしたM1288 GMV 1.1が2013年に採用され、ハンヴィーをベースとした初期型GMVシリーズの後継車種となった。
また。M1288をベースとして更に改修された車両が、アメリカ陸軍軽歩兵旅団向けにM1297 A-GMVとして採用された。
2023年末には、鉄の剣作戦中のイスラエル国防軍にベエリ (Be'eri) の名称で採用された。名称は2023年10月7日のテロ攻撃で大規模な被害（べエリの虐殺）を受けたキブツ・ベエリに由来する。
フライヤー 60
アメリカ特殊作戦軍のV-22 ITV（Internally Transportable Vehicle）要求仕様に基づき、V-22 オスプレイでの空輸を可能とするため車体幅を1.52m（60インチ）に変更したバージョン。前列2名+後列2名の4人乗りに変更されている。フライヤー72とはエンジン・変速機・サスペンション・電機システムなどを共有している。

## 運用国
- アメリカ合衆国

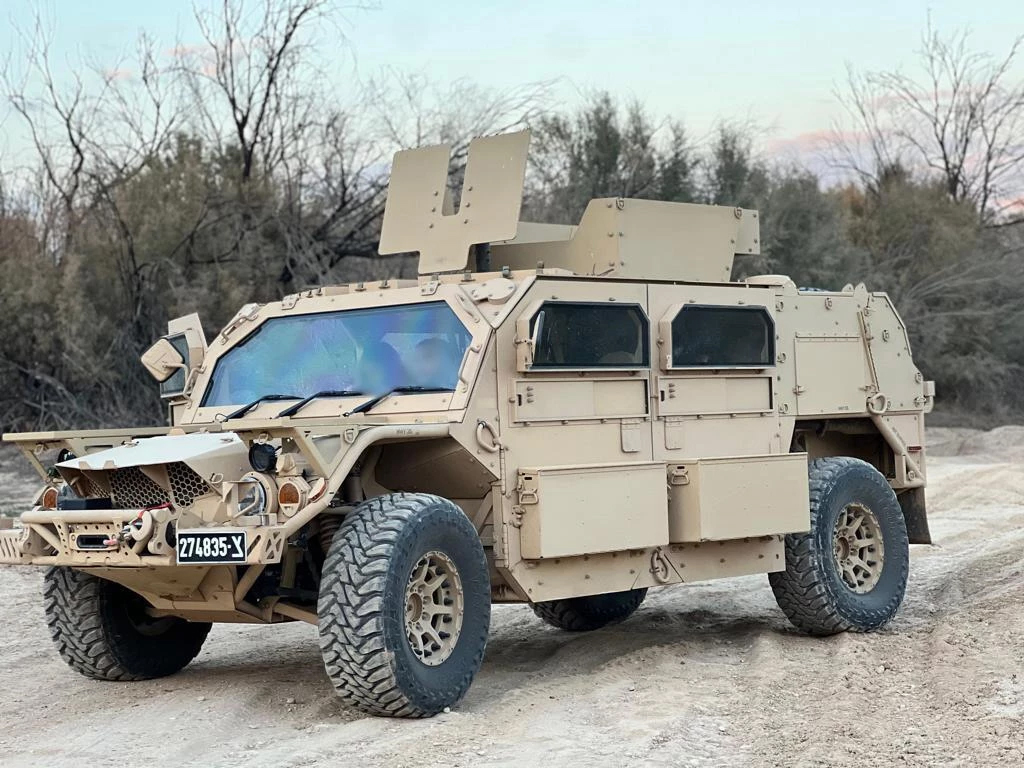
イスラエル国防軍のベエリALSV

  - アメリカ特殊作戦軍 - M1288 GMV 1.1（英語版） - 1300両
  - アメリカ特殊作戦軍 - フライヤーII V-22 ITV - テスト中
  - アメリカ陸軍 - M1297 A-GMV（英語版） - 300両を納入済み

- イスラエル
  - イスラエル国防軍 - ベエリALSV - 2023年12月に数十両を受領済。

- イギリス
  - イギリス特殊部隊 (UKSF) - スパキャット ジャッカル（英語版）の後継候補として1両を受領しテスト中[17]。

- イタリア
  - イタリア陸軍 - 最初の9両を2024年1月に受領[18]。260両以上の追加導入が議会で承認された[19]。

- ギリシャ
  - ギリシャ陸軍 - 最初の4両を第1歩兵師団第1奇襲空挺旅団に配備[20]。

- アラブ首長国連邦
  - アラブ首長国連邦軍 - 2022年のデモンストレーションで6両のフライヤー72を公開した[21]。